# Tropaeolum
Tropaeolum L., 1753 è un genere di piante erbacee dell'ordine Brassicales originarie dell'America, l'unico nella famiglia Tropaeolaceae Juss. ex DC. Queste piante vengono spesso chiamate nasturzio, ma non sono da confondere con le brassicacee del genere Nasturtium.

## Distribuzione e habitat
Queste piante sono diffuse dal sud del Messico fino in Patagonia e prediligono in genere il clima montano. Come piante ornamentali, alcune specie sono conosciute anche nel vecchio mondo.

## Descrizione
Si tratta di piante erbacee il cui fusto cresce normalmente in posizione strisciante: intorno ad esso, le foglie sono disposte in maniera alterna. Sono foglie peltate, dunque il picciolo è attaccato al centro della loro superficie.
I fiori sono zigomorfi e il calice è composto da cinque sepali, dei quali uno è caratterizzato da un allungamento a sperone. Similmente, anche la corolla è composta da cinque petali, tra i quali i due superiori sono in genere più piccoli dei tre inferiori. Ogni fiore è dotato di otto stami e ovario supero, composto da tre carpelli.

## Tassonomia
La famiglia Tropaeolaceae è inserita nell'ordine Brassicales dalla classificazione APG; il sistema Cronquist la classificava invece in Geraniales.
In questa famiglia è riconosciuto un solo genere, Tropaeolum, il quale comprende quasi 100 specie:
- Tropaeolum adpressum Hughes
- Tropaeolum argentinum Buchenau
- Tropaeolum asplundii Sparre
- Tropaeolum atrocapillare Sparre

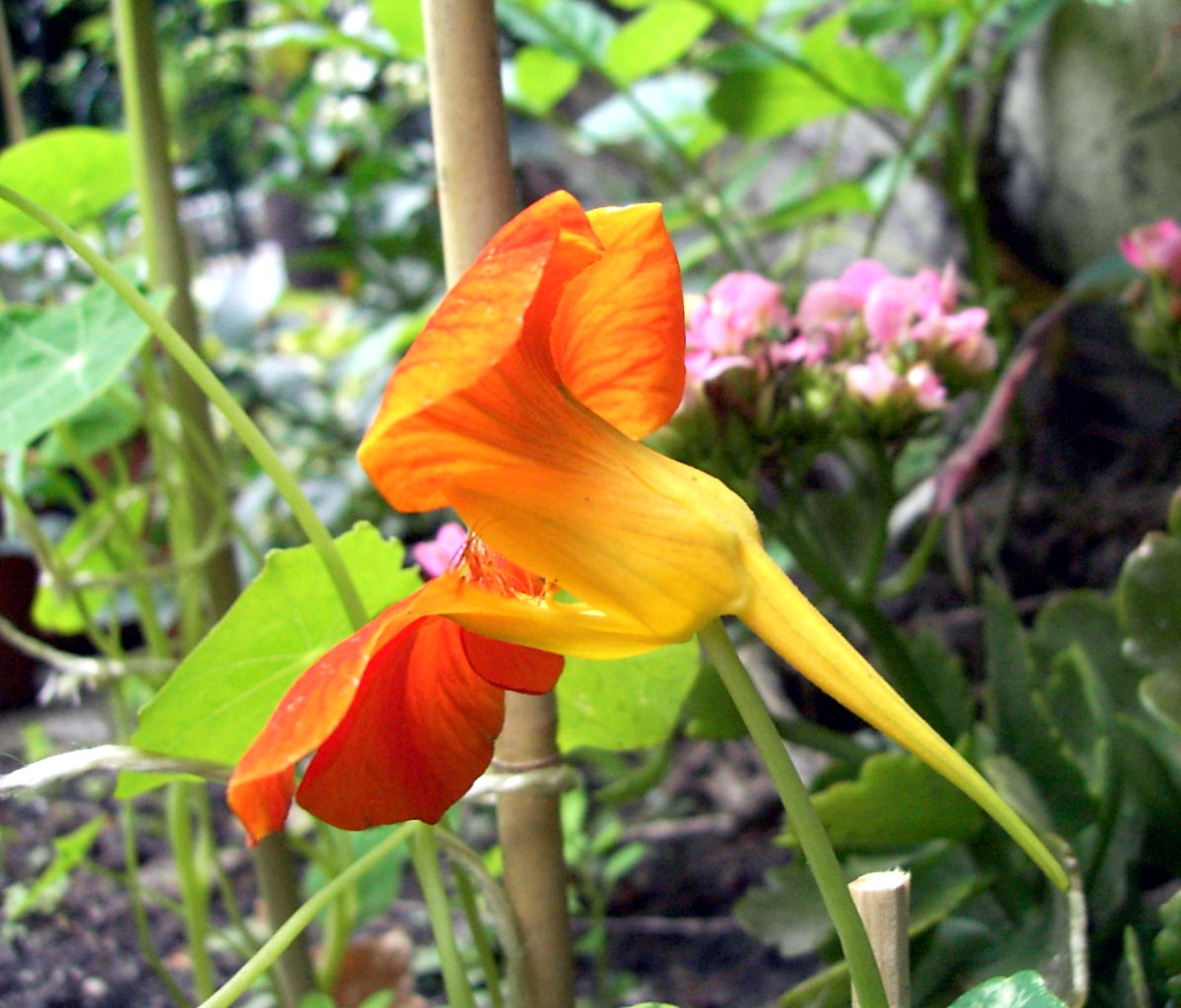
Tropaeolum majus, nasturzio,
con il caratteristico sperone

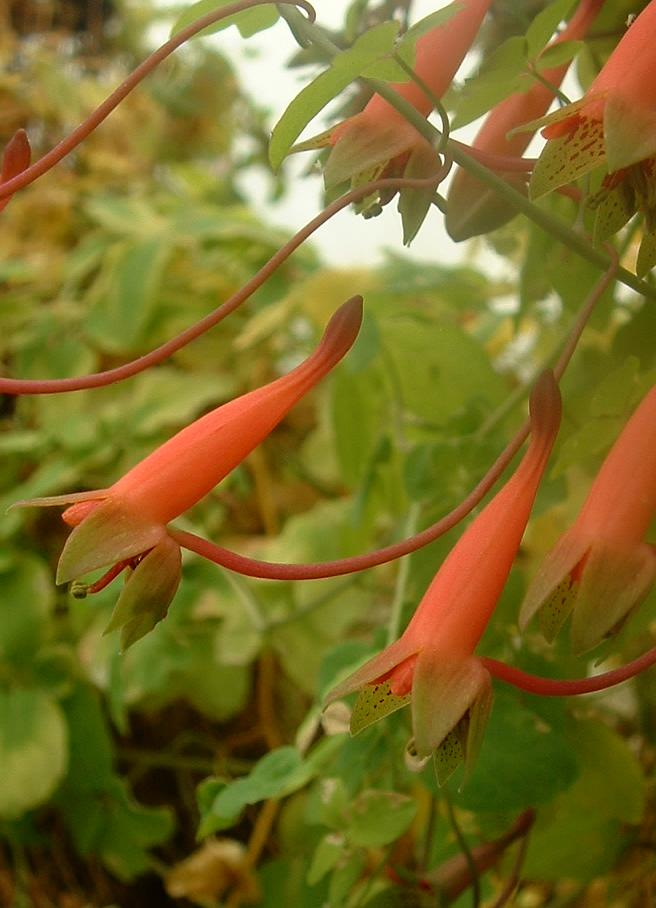
Tropaeolum pentaphyllum

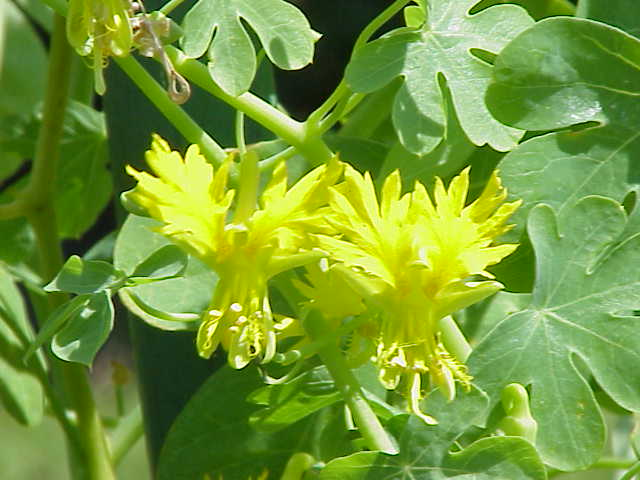
Tropaeolum peregrinum

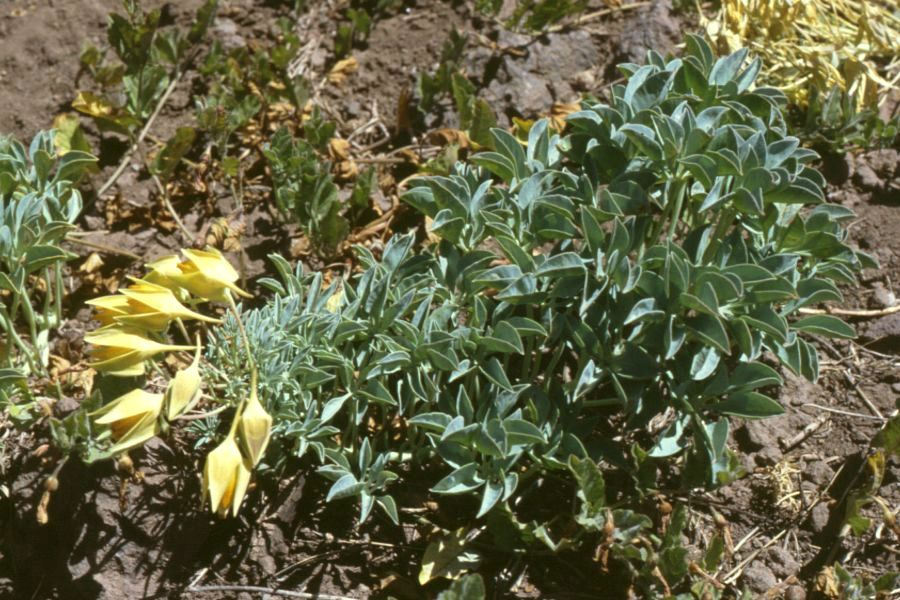
Tropaeolum polyphyllum

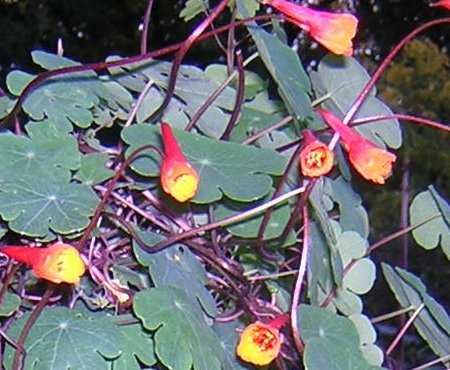
Tropaeolum tuberosum

- Tropaeolum austropurpureum (J.M.Watson & A.R.Flores) J.M.Watson & A.R.Flores
- Tropaeolum azureum Bertero ex Colla
- Tropaeolum beuthii Klotzsch
- Tropaeolum bicolor Ruiz & Pav.
- Tropaeolum boliviense Loes.
- Tropaeolum brachyceras Hook. & Arn.
- Tropaeolum brasiliense Casar.
- Tropaeolum brideanum Sparre
- Tropaeolum calcaratum Sparre
- Tropaeolum calvum (J.F.Macbr.) Sparre
- Tropaeolum capillare Buchenau
- Tropaeolum carchense Killip ex Sparre
- Tropaeolum ciliatum Ruiz & Pav.
- Tropaeolum cirrhipes Hook.
- Tropaeolum cochabambae Buchenau
- Tropaeolum crenatiflorum Hook.
- Tropaeolum curvirostre Sparre
- Tropaeolum cuspidatum Buchenau
- Tropaeolum deckerianum Moritz & H.Karst.
- Tropaeolum dipetalum Ruiz & Pav.
- Tropaeolum elzae Sparre
- Tropaeolum emarginatum Turcz.
- Tropaeolum ferreyrae Sparre
- Tropaeolum fintelmannii Schltdl.
- Tropaeolum flavipilum Killip
- Tropaeolum garciae Sparre
- Tropaeolum harlingii Sparre
- Tropaeolum haynianum Bernh.
- Tropaeolum hirsutum Sparre
- Tropaeolum hirtifolium Hughes
- Tropaeolum hjertingii Sparre
- Tropaeolum hookerianum Barnéoud
- Tropaeolum huigrense Killip
- Tropaeolum incisum (Speg.) Sparre
- Tropaeolum × jilesii Sparre
- Tropaeolum kerneisinum Hughes
- Tropaeolum kieslingii Bulacio
- Tropaeolum kingii Phil.
- Tropaeolum kuntzeanum Buchenau
- Tropaeolum lasseri Sparre
- Tropaeolum leonis Sparre
- Tropaeolum lepidum Phil. ex Buchenau
- Tropaeolum leptophyllum G.Don
- Tropaeolum lindenii Wallis
- Tropaeolum longiflorum Killip
- Tropaeolum longifolium Turcz.
- Tropaeolum looseri Sparre
- Tropaeolum magnificum Sparre
- Tropaeolum majus L.
- Tropaeolum mexiae Killip ex Sparre
- Tropaeolum meyeri Sparre
- Tropaeolum minus L.
- Tropaeolum moritzianum Klotzsch
- Tropaeolum myriophyllum (Poepp. & Endl.) Sparre
- Tropaeolum nubigenum Phil.
- Tropaeolum nuptae-jucundae Sparre
- Tropaeolum orinocense P.E.Berry
- Tropaeolum orthoceras Gardner
- Tropaeolum × oxalianthum C.Morren
- Tropaeolum papillosum Hughes
- Tropaeolum parvifolium Hughes
- Tropaeolum patagonicum Speg.
- Tropaeolum pellucidum Sparre
- Tropaeolum peltophorum Benth.
- Tropaeolum pendulum Klotzsch
- Tropaeolum pentagonum Hughes
- Tropaeolum pentaphyllum Lam.
- Tropaeolum peregrinum L.
- Tropaeolum polyphyllum Cav.
- Tropaeolum porifolium (Cav.) L.Andersson & S.Andersson
- Tropaeolum pubescens Kunth
- Tropaeolum purpureum Killip
- Tropaeolum repandum Heilb.
- Tropaeolum rhomboideum Lem.
- Tropaeolum sanctae-catharinae Sparre
- Tropaeolum seemannii Buchenau
- Tropaeolum sessilifolium Poepp. & Endl.
- Tropaeolum slanisii Bulacio
- Tropaeolum smithii DC.
- Tropaeolum sparrei B.Ståhl
- Tropaeolum speciosum Poepp. & Endl.
- Tropaeolum steyermarkianum Sparre
- Tropaeolum stipulatum Buchenau & Sodiro
- Tropaeolum × tenuirostre Steud.
- Tropaeolum traceyae Hughes
- Tropaeolum trialatum (Suess.) L.Andersson & S.Andersson
- Tropaeolum tricolor Sweet
- Tropaeolum trilobum Turcz.
- Tropaeolum tuberosum Ruiz & Pav.
- Tropaeolum umbellatum Hook.
- Tropaeolum wagnerianum H.Karst. ex Klotzsch
- Tropaeolum warmingianum Rohrb.
- Tropaeolum willinkii Sparre